# Viešintos
Viešintos är en ort i Litauen. Den ligger i den centrala delen av landet, 110 km norr om huvudstaden Vilnius. Viešintos ligger 110 meter över havet och antalet invånare är 383.
Terrängen runt Viešintos är mycket platt. Runt Viešintos är det glesbefolkat, med 20 invånare per kvadratkilometer. Närmaste större samhälle är Kupiskis, 14,8 km norr om Viešintos. Omgivningarna runt Viešintos är en mosaik av jordbruksmark och naturlig växtlighet.